# Callitriche hedbergiorum
Callitriche hedbergiorum är en grobladsväxtart som beskrevs av H.D. Schotsman. Callitriche hedbergiorum ingår i släktet lånkar, och familjen grobladsväxter. Inga underarter finns listade i Catalogue of Life.